# Chéri Chéries
Ne doit pas être confondu avec Chéries-Chéris.
Chéri Chéries (Mann-o-Mann) est une émission de divertissement d'origine allemande, présentée par Jean-Philippe Lustyk puis Pascal Brunner, adaptée par Childéric Muller et diffusée en France du 25 août 1995 au 15 janvier 1999 sur TF1.

## Historique
Chéri Chéries est un jeu télévisé adapté du concept allemand Mann-o-Mann, créé par Frank Elstner, distribué par la société d'origine australienne Reg Grundy Productions; et diffusé du 11 janvier 1992 à 1995 sur la chaîne Sat.1.
En France, le premier numéro est diffusé sous le titre Le Chéri de ces dames présenté par le journaliste sportif Jean-Philippe Lustyk, et diffusé en seconde partie de soirée le 25 août 1995 à 22h55 sur TF1. C'est un succès, puisque le programme dépasse les 50 % de parts de marché, cependant la chaîne souhaite modifier des détails et cherche un animateur plus emblématique pour présenter le programme.
L'émission revient le 25 septembre 1998 en première partie de soirée, animée par Pascal Brunner.
Si la première émission obtient une bonne audience, les numéros suivants fonctionnent moins. Après avoir exercé dix mois sur la première chaîne, Brunner retourne sur France 3. Il affirmera qu'il aurait mieux valu une diffusion trimestrielle que mensuelle. Une famille en or est également arrêtée en janvier 1999 au bout de six mois de diffusion.

## Concept
C'est une émission dans laquelle dix hommes sont testés par un jury de 200 femmes.

## Versions internationales
| Pays        | Title                                                                      | Chaîne                                       | Animateur | 1re diffusion  | Dernière diffusion |
| ----------- | -------------------------------------------------------------------------- | -------------------------------------------- | --- | -------------- | ------------------ |
| Australie   | Man O Man                                                                  | Seven Network                                | Rob Guest | 5 février 1994 | 25 novembre 1994   |
| Allemagne   | Mann-o-Mann (de)                                                           | Sat.1                                        | Peer Augustinski (de) | 1992           | 1995               |
| Grèce       | άvσρες έтoіμoі γіα όλα Andres etoimoi gia ola Les Hommes sont prêts à tout | ANT1                                         | Andreas Mikroutsikos | 1998           | 2000               |
| Italie      | Beato tra le donne (it) Béni parmi les femmes                              | Rai 1 (1994-1995, 2003) Canale 5 (1996-2000) | Paolo Bonolis et Martufello (1994-1997) Enrico Papi et Anna Mazzamauro (1999) Natalia Estrada et Enrico Brignano (2000) Massimo Giletti (2003) | 1994           | 2003               |
| Espagne     | Uno para todas (es) Un pour toutes                                         | Telecinco                                    | Goyo González (es) | 19 avril 1995  | 12 septembre 1996  |
| Suède       | Man O Man                                                                  | TV3                                          | Peter Alhm | 1996           |                    |
| Royaume-Uni | Man O Man                                                                  | ITV                                          | Chris Tarrant | 4 mai 1996     | 7 août 1999        |
| États-Unis  | Man O Man                                                                  | UPN                                          | Michael Burger | 12 août 1995   | 12 août 1995       |